# Linnean Society of London
A Sociedade Linneana de Londres ( em inglês Linnean Society of London) é uma sociedade científica dedicada ao estudo e a divulgação da história natural, evolução e taxonomia. Foi fundada em 1788, e deve seu nome ao naturalista sueco Carl von Linné (1707-1778).
Sua sede está situada em Burlington House, Piccadilly Circus, Londres. Todas as pessoas de acordo com os objetivos da Sociedade podem tornar-se membros. Também edita a revista "The Linnean", dedicada à história desta sociedade e a taxonomia em geral.

## Coleções
As coleções botânicas e zoológicas de Linné, que seu filho Carlos Linneo Júnior herdou, foram adquiridas em 1783 por Sir James Edward Smith, primeiro Presidente da Sociedade, atualmente conservadas nesta instituição. As coleções incluem 14 000 plantas, 158 peças, 1 564 conchas, 3 198 insetos, 1 600 livros e 3 000 cartas e documentos.
A Sociedade conserva também a coleção pessoal de Sir J.E. Smith. No inventário feito no "Smith Herbarium Project" do Museu Nacional de Liverpool foram limpas e reparadas 6 000 espécimes.

## Medalhas e prêmios
As seguintes medalhas e prêmios são concedidos pela Sociedade Linneana:
- Medalha Linneana, estabelecida em 1888, concedida anualmente, no princípio alternadamente a um botânico ou a um zoologista, a partir de 1958 é concedida anualmente para os dois;
- Prêmio H. H. Bloomer, estabelecido em 1963, por herança do naturalista amador Harry Howard Bloomer, que recompensa um naturalista não profissional que prestou alguma contribuição importante ao conhecimento biológico;
- Prêmio Bicentenário, estabelecido em 1978, pelo 200º aniversário da morte de Linné. Este prêmio recompensa um pesquisador com menos de 40 anos;
- Prêmio Smythies, estabelecido em 1986, que recompensa contribuições à botânica;
- Prêmio Irene Manton, estabelecido em 1990, que recompensa a melhor dissertação em botânica escrita durante um ano escolar.

## Sociedades Linneanas pelo mundo
Austrália
- Sociedade Linneana de Nova Gales do Sul

Canadá
- Sociedade Linneana de Quebeque

França
- Sociedade Linneana de Sena Marítimo
- Sociedade Linneana de Lyon
- Sociedade Linneana de Provença
- Sociedade Linneana de Bordeaux
- Sociedade Linneana de Normandia

Suécia
- Sociedade Linneana Sueca

Reino Unido
- Sociedade Linneana de Londres

Estados Unidos
- Sociedade Linneana de Lago Superior.
- Sociedade Linneana de Nova Iorque